# 伍德福茲 (加利福尼亞州)
伍德福茲（英語：Woodfords）是位於美國加利福尼亞州阿爾派恩縣的一個非建制地區。該地的面積和人口皆未知。

## 地理
伍德福茲的座標為38°46′40″N 119°49′19″W / 38.77778°N 119.82194°W，而該地的平均海拔高度為1712米（即5617英尺）。